# Estrela Clube Primeiro de Maio
Pour les articles homonymes, voir Primeiro de Maio.
L'Estrela Clube Primeiro de Maio est un club angolais de football basé à Benguela.

## Palmarès
- Coupe de la CAF
  - Finaliste : 1994

- Championnat d'Angola
  - Champion : 1983, 1985

- Coupe d'Angola
  - Vainqueur : 1982, 1983, 2007
  - Finaliste : 1986, 1996

- Supercoupe d'Angola
  - Vainqueur : 1985

## Anciens joueurs
- Jamba